# Enrico Coveri
 (mars 2012).
Si vous disposez d'ouvrages ou d'articles de référence ou si vous connaissez des sites web de qualité traitant du thème abordé ici, merci de compléter l'article en donnant les références utiles à sa vérifiabilité et en les liant à la section « Notes et références ».
Enrico Coveri (né le 26 février 1952 à Prato et mort le 8 décembre 1990 à Florence) est un chef d'entreprise et un créateur de mode italien. 

## Biographie
Enrico Coveri, ancien modèle et scénographe, fonde la maison de couture portant son nom à Florence. Il est immédiatement reconnu pour ses créations, qui apparaissent pour la première fois en 1977 sur les podiums de Milan et Paris. 
Les premiers succès d'Enrico Coveri datent du milieu des années 1970. Ses robes se distinguent par leurs couleurs vives et une profusion de paillettes. En 1977, il présente la première collection Enrico Coveri pour l'automne à la fashion week Française. Il est le premier Italien à participer aux défilés de prêt-à-porter à Paris.
À tout juste 25 ans, lors de sa première apparition sur la scène parisienne, il est acclamé comme « enfant prodige » de la mode italienne. Dans les années 1980, il développe des collections pour hommes et enfants, puis ouvre sa première boutique parisienne en 1984.
Son style novateur repose sur des éléments fondamentaux de la mode de Enrico Coveri : la couleur, les imprimés et les paillettes. Ces dernières, auparavant réservées au théâtre, deviennent sa signature. La presse internationale souligne ainsi l'exubérance de son style.
Enrico Coveri décède à Florence le 8 décembre 1990 des suites d'un accident vasculaire cérébral,. À sa mort, son groupe de sociétés enregistre un chiffre d'affaires de 200 milliards de lires.

## Sources
1. 1 2 3  « Mort du styliste italien Enrico Coveri », Le Monde.fr,‎ 9 décembre 1990 (lire en ligne, consulté le 27 avril 2024)
2. ↑  (en-US) « ENRICO COVERI », sur Orlando Sentinel, 9 décembre 1990 (consulté le 27 avril 2024)
3. ↑  (es) El País, « Enrico Coveri, diseñador de moda italiano », El País,‎ 10 décembre 1990 (ISSN 1134-6582, lire en ligne, consulté le 27 avril 2024)